# Heinrich Benjes
Heinrich Benjes (auch bekannt als Hein Botterbloom, * 1936) ist ein deutscher Landschaftsgärtner und hoch- und niederdeutscher Autor.
Heinrich Benjes war Grundschullehrer sowie -rektor in Ahlerstedt und Sottrum. Er lebt in Hellwege. Zusammen mit seinem Bruder Hermann Benjes entwickelte und verbreitete er die Idee der Benjeshecke. Er entwickelte das Konzept der Holunderschule und veröffentlichte zudem Bücher über seine pädagogischen Konzepte, aber auch Kinderromane. Auf Die Neue Zeit TV hatte er eine eigene Fernsehsendung zum Naturerleben, Unterwegs mit Heinrich Benjes, sowie die Reihe Heinrich Benjes erzählt.
Er ist der Bruder des Naturfotografen, Landschaftsgärtners und Schriftstellers Hermann Benjes (1937–2007).

## Veröffentlichungen
- Holunderschule.
- Wo die Büsche tanzen wollten, 2006.
- Hein Botterblooms heilsames Durcheinander für Lehrer, Libellen und Kinder.
- Die Vernetzung der Lebensräume mit Feldhecken, Natur & Umwelt, München 1986.
- Böko Holt und die blaue Libelle, 2003.
- mit Hermann Benjes: Die Bremer Stadtmusikanten, Holunderschule, 2005, ISBN 978-3-00-017433-9.
- Böko Holt un dat ole Dörp, Sülvstverlag, Hellweeg 2007.
- Geschichten aus der Bärenhöhle, Hellwege 2016.
- Kuckucksstuhl und Katzenkäse, Hellwege 2018.
- Hein Botterbloom: Aus dem Leben eines Lehrers. Eine biografische Erzählung, 2021, Wirtschaftsverlag N.W. Verlag für Neue Wissenschaft (Verlag), ISBN 978-3-95606-593-4